# Offenbacher Wald, Bellheimer Wald und Queichwiesen
Offenbacher Wald, Bellheimer Wald und Queichwiesen este o arie protejată (arie de protecție specială avifaunistică — SPA) din Germania întinsă pe o suprafață de 5.316 ha, integral pe uscat.

## Localizare
Centrul sitului Offenbacher Wald, Bellheimer Wald und Queichwiesen este situat la coordonatele 49°12′50″N 8°16′34″E / 49.2139°N 8.2761°E.

## Înființare
Situl Offenbacher Wald, Bellheimer Wald und Queichwiesen a fost declarat arie de protecție specială avifaunistică în ianuarie 2004 pentru a proteja 28 de specii de animale.

## Biodiversitate
Situată în ecoregiunea continentală, aria protejată nu include niciun habitat protejat.
La baza desemnării sitului se află mai multe specii protejate de  păsări (28): pescăruș albastru (Alcedo atthis), fâsă de luncă (Anthus pratensis), Ardea cinerea cinerea, caprimulg (Caprimulgus europaeus), barză albă (Ciconia ciconia ciconia), erete de stuf (Circus aeruginosus), erete vânăt (Circus cyaneus), erete cenușiu (Circus pygargus), cristeiul de câmp (Crex crex), ciocănitoarea de stejar (Dendrocopos medius), ciocănitoare neagră (Dryocopus martius), presură sură (Emberiza calandra), șoimul rândunelelor (Falco subbuteo), becațină comună (Gallinago gallinago), frunzăriță galbenă (Hippolais icterina), capîntortură (Jynx torquilla), sfrâncioc roșiatic (Lanius collurio), ciocârlie de pădure (Lullula arborea), Luscinia svecica cyanecula, gaia roșie (Milvus milvus), codobatura galbenă (Motacilla flava), viespar (Pernis apivorus), ciocănitoare verzuie (Picus canus), Rallus aquaticus aquaticus, mărăcinar (Saxicola rubetra), mărăcinar negru (Saxicola torquatus), pupăză (Upupa epops), nagâț (Vanellus vanellus).